# Mati Diop
Mati Diop (Parijs, 22 juni 1982) is een Frans-Senegalese actrice en filmregisseur.

## Levensloop
Mati Diop is de dochter van een Franse moeder en de Senegalese muzikant Wasis Diop, en het nichtje van filmmaker Djibril Diop Mambéty (1945-1998). Ze groeide op in Parijs en besloot, onder invloed van het cinematografische werk van haar oom, een carrière in de filmwereld te beginnen.
In 2006 werkte ze met een artistiek onderzoekslaboratorium van het Palais de Tokyo in Parijs, en in 2007 met Le Fresnoy - Studio national des arts contemporains in Tourcoing. Intussen verzorgde ze geluid- en video-ontwerpen voor het theater, en bleef korte films maken, geïnspireerd door het werk van de Thaise regisseur Apichatpong Weerasethakul en onafhankelijke Amerikaanse filmmakers zoals John Cassavetes.
In 2008 speelde ze haar eerste hoofdrol in 35 Rhums, een drama van Claire Denis. Datzelfde jaar presenteerde ze 1000 soleils op het Filmfestival van Cannes, een documentaire over de film Touki Bouki (in 1973 gemaakt door haar oom, en dat jaar voorgesteld in Cannes). De documentaire werd in 2013 uitgebracht onder de titel Mille soleils. Haar korte films werden vertoond op diverse internationale festivals, zoals Atlantiques, bekroond als de beste korte film op het International Film Festival Rotterdam in 2010.
In 2018 verfilmde ze haar eerste langspeelfilm Atlantique, die in 2019 in Cannes de Grand Prix won. Het is een surrealistische dramatische film over een groep jonge vrouwen, achtergelaten door hun partners die vluchtten naar Europa, op zoek naar gerechtigheid. In 2024 won ze de Gouden Beer op de Berlinale met de documentaire Dahomey, gewijd aan de kwestie van de restitutie door Frankrijk van kunstwerken gestolen uit Dahomey, het huidige Benin.

## Filmografie

### Actrice
- 2008 - 35 Rhums, van Claire Denis — als Joséphine
- 2009 - Le Garde corps (kortfilm), van Lucrezia Lippi
- 2010 - Yoshido ("les autres vies") (halflange film), van Sébastien Betbeder — als Amy
- 2010 - Sleepwalkers, van Thierry de Peretti
- 2011 - Bye Bye (kortfilm), van Édouard Deluc
- 2011 - Un autre monde (tv-film), van Gabriel Aghion
- 2012 - Simon Killer, van Antonio Campos — als Victoria
- 2014 - Fort Buchanan, van Benjamin Crotty — als Justine

### Regisseur
- 2004 - Last Night (kortfilm)
- 2010 - Atlantiques (kortfilm)
- 2011 - Snow Canon (kortfilm)
- 2012 - Big in Vietnam (halflange film)
- 2013 - Mille soleils (middellange film)
- 2015 - Liberian Boy (kortfilm, samen met Manon Lutanie)
- 2019 - Atlantique (langspeelfilm)
- 2020 - In My Room (kortfilm)
- 2022 - Naked Blue (kortfilm, samen met Manon Lutanie)
- 2024 - Dahomey (documentaire)

## Prijzen
- 2010 - Tigre voor de beste kortfilm op het International Film Festival Rotterdam, voor Atlantiques
- 2010 - nominatie voor de Prix Lumières als beste vrouwelijke belofte, voor 35 Rhums
- 2019 - Grand Prix op het Filmfestival van Cannes, voor Atlantique
- 2024 - Gouden Beer op het Filmfestival van Berlijn, voor Dahomey

- Bibsys: 11001247
- Bibliothèque nationale de France: cb15122612k (data)
- Gemeinsame Normdatei: 140254021
- International Standard Name Identifier: 0000 0001 2129 2311
- Library of Congress Control Number: no2010114182
- Nederlandse Thesaurus van Auteursnamen: 323554490
- Système universitaire de documentation: 139003320
- Union List of Artist Names: 500469830
- Virtual International Authority File: 39676911
- WorldCat: E39PBJbCJ6W8M9BCRcrJyqMtrq